# Коржовка (Хмельницкая область)
Коржовка (укр. Коржівка) — село в Хмельницком районе Хмельницкой области Украины.
Население составляет 420 человек. Орган местного самоуправления — Староостропольская сельская община. Расположено на левом берегу р. Случь, за 84 км от областного центра — г. Хмельницкого.
с. Коржовка — центр Коржовского старостата, в состав которого также входит с. Махаринцы.
В селе много живописных видов и природных мест отдыха.

## История села
Село Коржовка основано в XIX веке. Владел селом пан Антон Крашевский. 
Коржовка начала застраиваться с началом стройки водяной мельницы на р. Случь. На левом берегу пан выделил небольшой участок земли для постройки хат для работников мельницы и для подсобного хозяйства.
В конце XIX века насчитывалось 36 хат и 108 жителей.
Впоследствии революции 1917 года входит в состав Украинской Народной Республики.
В начале 1918 года после поражения Первых освободительных соревнований в Коржовке создался сельский совет, подчинённый советской власти.
По распоряжению сельсовета открывается начальная школа. В сентябре 1920 года в школе учились 48 детей, было 2 учителя.
В 1922 году строятся первые дома улицы Леси Украинки, улицы Комсомольской (сейчас — Мира), также продолжается строительство домов на улице Шевченка.
1923 года организовывается читальня (библиотека).
Во время Голодомора 1932—1933 гг. в селе от голода не погиб ни один человек, и важную роль в этом сыграл первый председатель колхоза Лысюк Климентий Григорьевич, который тайно выдавал пайки работникам колхоза. Позже советская власть в лице местной тройки НКВС репрессировала его в 1938 году; только в 1960 году он был реабилитирован по отсутствию состава преступления. В общем во время Большого террора в селе репрессировали около 70 человек.
С 1935 года по новому административно-территориальному делению село входит в состав Остропольского района (был ликвидирован в 1959 году).
В июле 1941 года гитлеровцы захватили всю территорию Хмельницкой области (на то время — Каменец-Подольской), в том числе и с. Коржовку. В марте 1944 года советские войска освободили село.
На протяжении 50-х годов XX века после долгой войны было восстановлено народное хозяйство — местный колхоз. Также за это время была построена гидроэлектростанция.
С 24 августа 1991 года входит в состав независимой Украины.
До 2020 года существовал отдельный Коржовский сельсовет, после Местных выборов 25 октября 2020 года в рамках децентрализации входит в состав Староостропольской сельской общины.

## Инфраструктура
В Коржовке функционируют гидроэлектростанция, дом культуры. Также есть несколько небольших предприятий, занимающихся растениеводством (ФХ «Мальвы», ФХ «Васильки» и т.п.), магазины продовольственных товаров.

При въезде в центр села открывается панорама на церковь Покровы Пресвятой Богородицы. На территории церкви стоит памятник воинам времён Второй мировой войны.